# Donat Mierzejewski
Donat Jerzy Mierzejewski (ur. 8 października 1959) – polski politolog i historyk wojskowości, doktor habilitowany nauk społecznych, profesor uczelni w Państwowej Uczelni Stanisława Staszica w Pile i jej rektor w kadencjach 2013–2017, 2017–2020 i 2020–2024.

## Życiorys
W 1982 ukończył studia historyczne na Uniwersytecie im. Adama Mickiewicza w Poznaniu. Doktoryzował się w 1990 w Wojskowym Instytucie Historycznym na podstawie dysertacji pt. Pomorski Okręg Wojskowy w życiu społeczno-politycznym i gospodarczym kraju w latach 1949–1980, której promotorem był dr hab. Adam Marcinkowski. Stopień doktora habilitowanego uzyskał w 2012 na Uniwersytecie Mateja Bela w Bańskiej Bystrzycy w oparciu o pracę zatytułowaną: Bezpieczeństwo europejskie w warunkach przemian globalizacyjnych.
Jako nauczyciel akademicki związany od 2000 z Państwową Wyższą Szkołą Zawodową w Pile, przekształconą później w Państwową Uczelnię Stanisława Staszica. Na uczelni tej był zastępcą dyrektora Instytutu Humanistycznego i prorektorem do spraw dydaktyki i studentów. W 2013 został wybrany na rektora pilskiej uczelni na kadencję 2013–2017. W 2017 uzyskał reelekcję na kadencję 2017–2021 (skróconą na mocy ustawy do 31 sierpnia 2020). W lutym 2020 został wybrany na rektora PUSS w Pile na kadencję 2020–2024. Ponadto był zatrudniony na Uniwersytecie Kazimierza Wielkiego w Bydgoszczy.
Specjalizuje się w stosunkach międzynarodowych, bezpieczeństwie międzynarodowym, polityce obronnej, historii wojskowości i historii najnowszej.
W 2011, za wybitne zasługi w pracy naukowo-badawczej, za osiągnięcia w działalności dydaktycznej i społecznej, został odznaczony Krzyżem Kawalerskim Orderu Odrodzenia Polski.